# Tawaloto
Tawaloto ist ein osttimoresischer Ort im Suco Leber (Verwaltungsamt Bobonaro, Gemeinde Bobonaro). Er liegt im Zentrum der Aldeia Leber-Taz, auf einem Höhenzug, auf einer Meereshöhe von 1172 m. Südlich erhebt sich der Bergkamm des Lebers, dessen Gipfel (1413 m) südöstlich liegt. Eine kleine Straße durchquert den Ort. An ihr schließt sich östlich das Dorf Leber-Taz an. Nach Nordwesten führt die Straße in das Dorf Butuc.
In Tawaloto befindet sich die lokale Grundschule.